# Ignacio Solozábal Igartua
Ignacio Solozábal Igartua, conegut com popularment com a Nacho Solozábal (Barcelona, 8 de gener de 1958), és un exjugador de bàsquet del Futbol Club Barcelona, equip on va desenvolupar tota la seva carrera, i va assolir 19 títols del màxim nivell. El 8 d'octubre del 2006 el club va retirar la seva samarreta amb el número 7, la qual penja al Palau Blaugrana. Aquesta distinció l'han rebuda només tres altres jugadors històrics del club: Epi, Roberto Dueñas i Andrés Jiménez.
Ha estat un dels millors bases catalans de la història i dels millors d'Europa del seu moment. Feia 1,85 metres d'alçada i es caracteritzava per ser un gran defensor, gran tirador de llarga distància però sobretot per ser un gran penetrador a cistella i la seva capacitat per donar assistències.

## Biografia i carrera esportiva
Va debutar amb el Futbol Club Barcelona l'any 1978 i es mantingué en el club fins a la seva retirada el 1994. Prova de la seva gran vàlua és el fet que entre 1979 i 1992 va guanyar 19 títols de màxima categoria. Especialment brillant fou la final de la Copa del Rei de l'any 1988. Disputada en un ambient molt hostil a Valladolid, contra el Reial Madrid i amb l'anècdota que presidia el partit José María Aznar (president de la Junta de Castella i Lleó del moment i declarat madridista), un llançament triple de Solozábal al darrer segon donà el triomf als blau-grana en una de les finals més recordades de la història.
Va ser 142 vegades internacional amb la selecció de bàsquet d'Espanya, amb la qual va participar en 3 Jocs Olímpics, a més de mundials i europeus, i guanyà la medalla de plata el 1984 com a triomf més destacat. Té el rècord d'assistències (29) en els playoff finals de la Lliga ACB, així com de recuperacions de pilota (46) en els mateixos playoff.
Retirat del bàsquet professional, actualment dirigeix una escola a Barcelona (Estació del Nord, Nova Icària i Marítim) de bàsquet per a nens i fa de comentarista per TV3. Fou el primer portador de la torxa olímpica en la seva arribada a Barcelona.

## Trajectòria esportiva
- Col·legi Maristes l'Immaculada de Barcelona: categories inferiors
- FC Barcelona: categories inferiors
- FC Barcelona: 1976-1992

## Títols
- 6 Lligues espanyoles/Lligues ACB: 1981, 1983, 1987, 1988, 1989 i 1990
- 9 Copes del Rei: 1978, 1979, 1980, 1981, 1982, 1983, 1987, 1988 i 1991
- 2 Recopes d'Europa: 1985 i 1986
- 1 Copa Korac: 1987
- 1 Mundial de Clubs de bàsquet: 1985
- Diverses Lligues Catalanes
- 1 Copa Príncep d'Astúries: 1988
- Medalla de plata als Jocs Olímpics de Los Angeles 1984
- Medalla de plata a l'Europeu de Nantes 1983
- Medalla de bronze a l'Europeu júnior de Santiago de Compostel·la 1976
- Campió del món escolar amb el Col·legi Alp.
- A més fou subcampió de la Copa d'Europa (1984, 1990 i 1991) i de la Recopa (1981)